# (17230) 2000 CX116
A (17230) 2000 CX116 a Naprendszer kisbolygóövében található aszteroida. A LINEAR projekt keretében fedezték fel 2000. február 3-án.